# Püspökfürdő
Koordináták: é. sz. 46° 59′ 47″, k. h. 21° 59′ 46″46.996389°N 21.996111°E

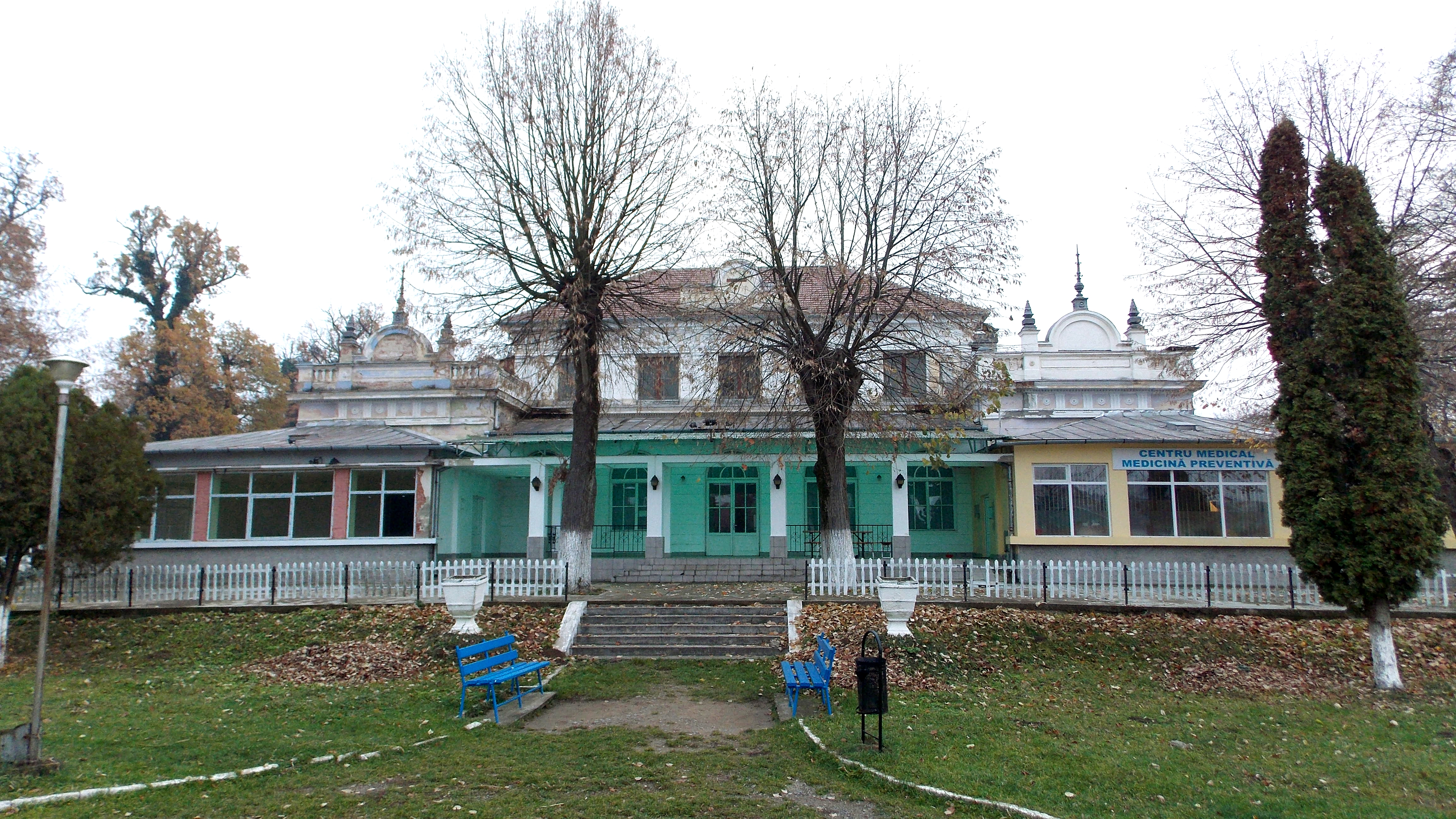
Kaszinó

Püspökfürdő (románul Băile 1 Mai) fürdőhely Romániában, Bihar megyében, Váradszentmárton községben. Nagyváradtól délkeletre, Hájó mellett, a Somlyó-hegy alján fekszik.

## Története
Püspökfürdő nevét 1851-ben említette oklevél Püspökfördő alakban.
1888-ban Szent-lászló, 1913-ban Püspökfürdő néven írták.
Régi nevén Szent László- vagy Püspök-fürdő, Hájó falu határán, a Somlyó-hegy alján terül el.
A fürdő egyike a legrégebben ismert fürdőinknek. Már a 18. században, Árkosi Tegző Benedek írt forrásairól egyik művében, amely az első fürdőismertetések közé tartozik. Értékessé meleg forrásai teszik, a melyeknek vize a három éven át folytatott fúrás befejezése, 1898 óta bővebb.
Nevét Schlauch bíboros-püspök után kapta, aki a fürdőt átépíttette és kibővíttette. 35,0–41,2 °C hőfoku hévízét gyógyító hatása miatt már az 1800-as években is távoli vidékekről felkeresték.
Árkosi Tegző Benedek leírása óta számos leírója akadt az érdekes gyógyhelynek, a melynek tavában és talajában geológiai, őslénytani érdekességű kagylók és csigahéjak, s a csak Egyiptom édes vizeiben termő tündérrózsa virul.
A fürdő különféle idegbetegségeknél, idegzsábáknál, a gyomor, máj és epehólyag betegségeinél, sárgaság, epekövek, vesekövek stb. gyógyítására javasolt.

## Védett, de elveszett természeti értékei
2017-re a Pece-patak menti természeti rezervátumból kihalt az a három faj, amelyek miatt a Natura 2000-es védett területté nyilvánították. Az egykor tündérrózsákkal borított tavacska – vélhetően a túlzott termálvíz-kivétel miatt – mára szinte teljesen kiszáradt. Az alábbiak arról szólnak, hogy mi ment veszendőbe az emberi felelőtlenség miatt.

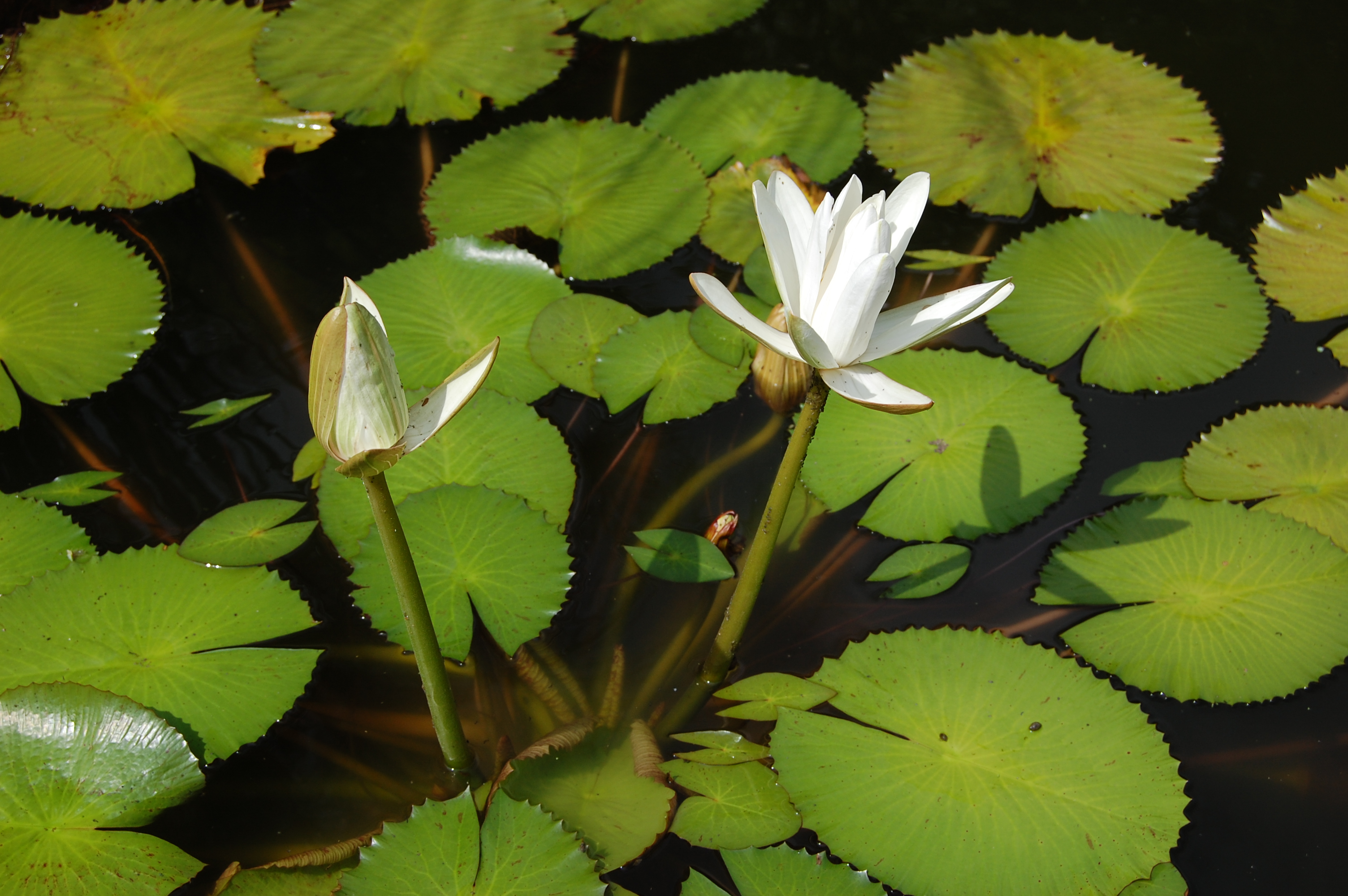
A fürdő érdekessége a tündérrózsa (Nymphea thermalis)

- A püspökfürdői tündérrózsa (Nymphaea thermalis)

Kitaibel Pál volt az aki 1798-ban először kutatta a környék növényflóráját. Kéziratát Iter Magno-varadiense, anno 1798 susceptum címen írta meg, melyet a Magyar Nemzeti Múzeum (Mnscpt. 115. Oct. germ.) alatt őrzött. Ezt a kéziratot, több más, botanikai utazást ismertető kéziratával együtt, Kanitz Ágoston „Reliquiae Kitaibelianae” címen a bécsi Zoologisch-Botanische Gesellschaft-nak 1863-ban megjelent évkönyvében adta ki. Füvészkedésének középpontja Nagyvárad volt. Ellátogatott innen Püspökfürdőre és Félixfürdőre is. Kitaibel Pál ismerte fel a Püspökfürdő hévizében az "egyiptomi lótusz-virágot" (valójában nem lótuszt, hanem egy tündérrózsafajt), a Nymphaea lotus var. thermalis-t, de kutatását félszázados szünet követte.   
1841-ben aztán Hazslinszky Frigyes nagyváradi tartózkodásakor Püspökfürdőt is felkereste, de eredményt nem közölt.
Az 1950-es évek végétől kezdve azonban már mind többen szentelik figyelmüket Bihar növényflórájának, és a lótusz-virág idegen botanikus figyelmét is felkeltette: Haslinger Ferenc, utóbb brünni tanár s a „Botanisches Excursionsbuch für den Brünner Kreis” szerzője, aki három évig tartózkodott Nagyváradon, a „Verhandlungen des Naturforschenden Vereines in Brünn” 1863-as évfolyamának 2. kötetében (pp. 70–72.) röviden ismertette a Nymphaea thermalis-t is.
Flatt Károly pedig – aki huszonhárom évig lakott Bihar vármegyében a Sebes-Körös völgyén, és ez idő alatt számtalanszor barangolta be a környéket füvészkedés céljából – legfőképpen a megye európai hírű növénynevezetességeivel foglalkozott, a Nymphaea thermalis-t a Nílusból hozatott eredeti Nymphaea lotus-szal hasonlította össze. Erről készült dolgozatai: „A nagyváradi Püspökfürdő lótusz-virágai” (Nagyvárad, 1886), „Védelmet a magyar lótusz-virágnak!”, „A mi tündér-rózsánk” (Nagyvárad, 1890), „A lótusz-növényekről” (Term.-tud. Közl. Pótf., 1895), „A Pirus salicifolia, Pall. hazánkban” (Növényt. Lapok, 1889) címen jelentek meg.

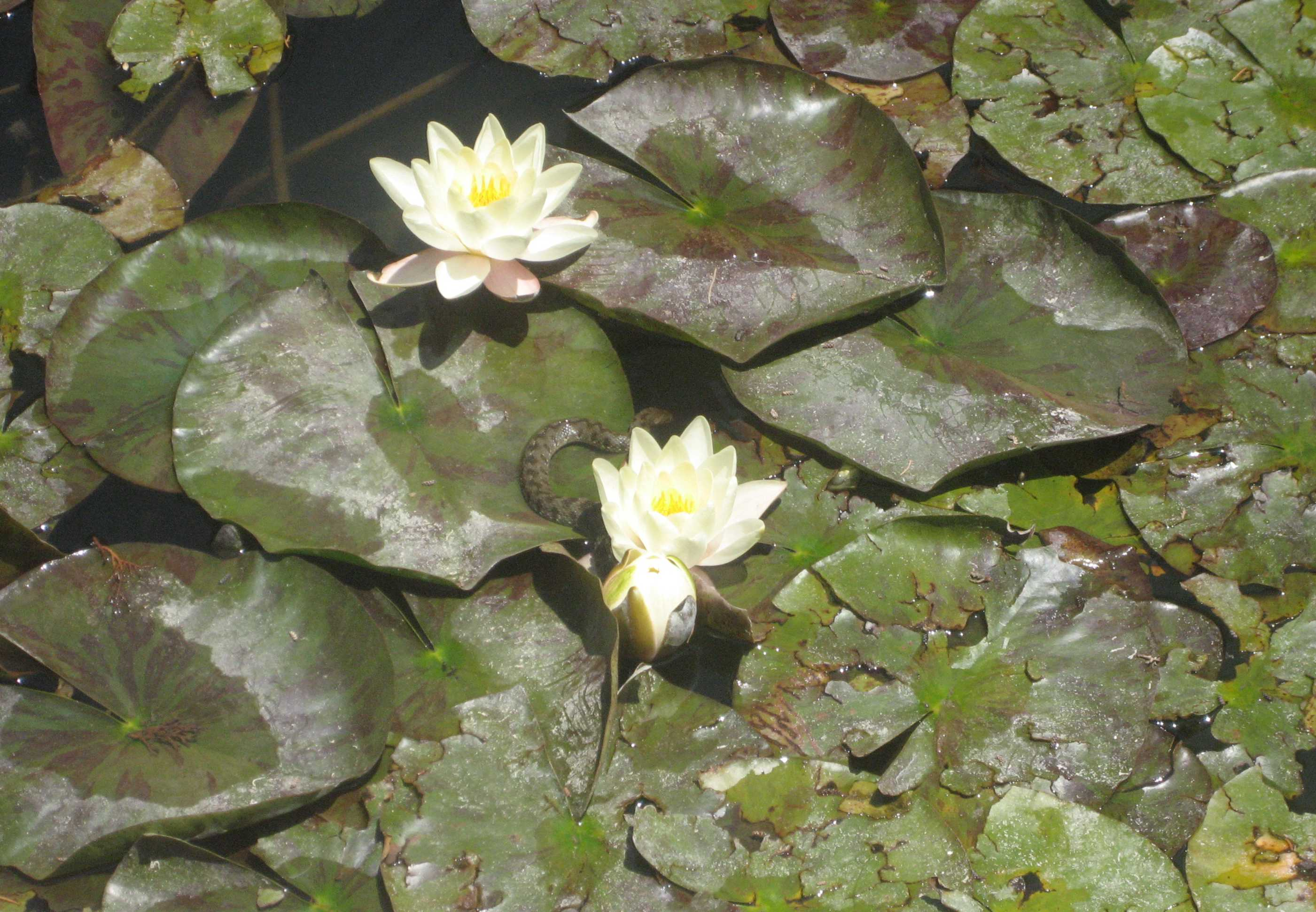
Kockás sikló a tündérrózsák közt

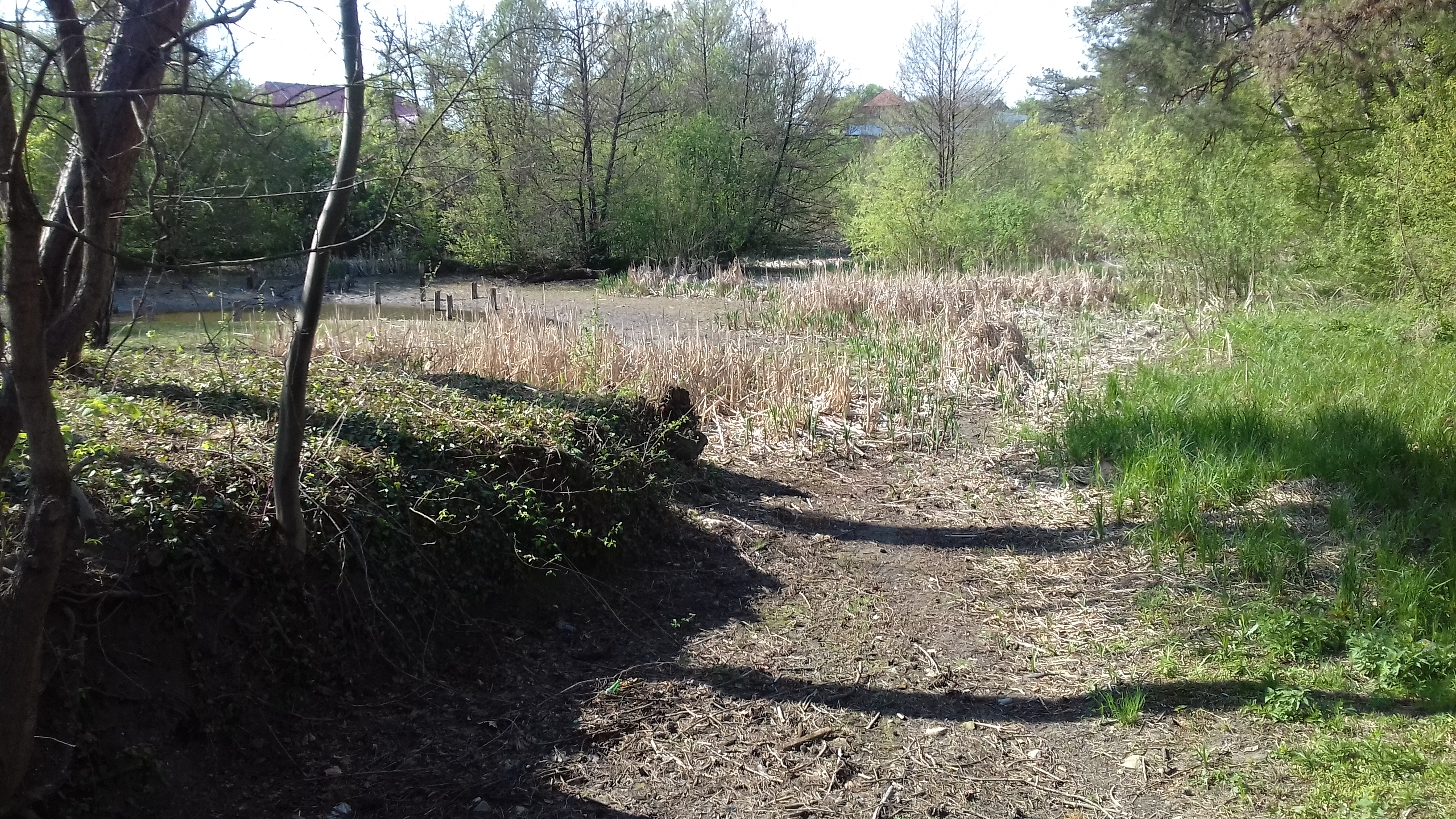
A Pece-patak tava 2019 tavaszán. Nem hogy tündérrózsa, de még víz sincs.

Ady Endre is írt erről a ritkaságról:
A Nymphaea thermalisból 

- Amint tudósítónk jelenti - 

Néhány év múlva csokrot nem köt 

Nagyvárad táján senki, senki! ... 

Ez exotikus ritkaságunk, 

Mely még csak Pöstyénben honos, 
 
Püspökfürdő környékén pusztul 

S ehhez több ok járul, szoros. 

Peceszentmárton pocsolyái, 

Hájó és Rontó árkai 

Kezdtek újabban e virágnak veszedelmesen ártani. 

Ökrök, lovak, disznók legeltek 

Sajátságos nagy kelyhein …
- Kockás sikló (Natrix tessellata) – egy déli kígyófaj, mely 1870-1880 körül csak itt Püspökfürdőnél, a Pecében élt, később azonban ritkán másutt is előfordult.
- Ritka csigafajok:

- - Melanopsis costata Fér. var. Muraldi Zgl. nevű kis csiga, mely a híres hévvízi-rózsa (Nymphaea thermalis De C.) társaságában egész Európában csakis a Püspökfürdő hévvizében s körülötte található. Törzsfaja (Melanopsis costata Fér.) Afrika északi partjain, továbbá Szíria és Palesztina lassú folyású és állóvizeiben (Orontész, Jordán, Tiberiás tava stb.) él.

- - Melanopsis succimea, Lymnaea auricularis Drap. és még több apró csigafaj, melyek csak itt, a Nymphaea thermalis szárán és levelén, vagy a vízben heverő kő vagy fadarabokon élnek.

- Rakovicai kele (Scardinius erytrophthalmus racovitzai) endemikus halfaj